# Principauté de Birkenfeld
Pour les articles homonymes, voir Birkenfeld.
La principauté de Birkenfeld (en allemand : Fürstentum Birkenfeld) était une partie du duché puis grand-duché d'Oldenbourg (en allemand : Großherzogtum Oldenburg) située dans le bassin de la Nahe (en allemand : Nahegebiet) sur la rive gauche du Rhin.

## Création
L'acte final du congrès de Vienne du 9 juin 1815 attribua l'ancien département français de la Sarre au royaume de Prusse, mais son article 49 réserva dans celui-ci « un district comprenant une population de soixante-neuf mille âmes » dont il devait être disposé comme suit : le duc de Saxe-Cobourg et le duc d'Oldenbourg devaient obtenir « chacun un territoire comprenant vingt mille habitants » ; le duc de Mecklembourg-Strelitz et le landgrave de Hesse-Hombourg, « chacun un territoire comprenant dix mille habitants » ; et le comte de Pappenheim (de), « un territoire comprenant neuf mille habitants », placé sous la souveraineté du royaume de Prusse.
Le 16 avril 1817, le duc donna à ces possessions le nom de principauté de Birkenfeld.

## Territoire
- Dans l'ancien arrondissement de Birkenfeld :
  - l'ensemble du canton de Birkenfeld ;
  - du canton de Baumholder, les trois communes de Gimbweiler, Nohfelden, Wolfersweiler (aujourd'hui, partie de Nohfelden) et Nohen ;
  - du canton de Hermeskeil, les trois communes de Sötern (aujourd'hui, partie de Nohfelden), Bosen (aujourd'hui, partie de Nohfelden) et Schwarzenbach (aujourd'hui, partie de Nonnweiler) ;
  - le canton de Herrstein, à l'exception des six communes de Hottenbach, Hettershaufen, Asbach, Schauren, Kempfeld et Bruchweiler ;
  - du canton de Rhaunen, la commune de Bundenbach ;
  - du canton de Wadern, les quatre communes de Neunkirchen, Selbach (aujourd'hui, partie de Nohfelden), Gonnesweiler (aujourd'hui, partie de Nohfelden) et Eiweiler (aujourd'hui, partie de Nohfelden).
- Dans l'ancien arrondissement de Sarrebruck :
  - du canton de Saint-Wendel (Sankt Wendel), les quatre communes d'Asweiler, Elzweiler, Imsbach (aujourd'hui, partie de Tholey), Hirstein (aujourd'hui, partie de Namborn), Mosberg-Richweiler (aujourd'hui, partie de Nohfelden), Steinberg-Deckenhardt (aujourd'hui, partie de Oberthal) et Walhausen-Schwarzhof.

Ainsi délimitée, la principauté de Birkenfeld recouvrait les territoires suivants :
- la moitié des anciens territoires badois, à savoir : l'ensemble de l'ancien bailliage de Birkenfeld (en allemand : Amtsgericht Birkenfeld) et la partie méridionale de l'ancien bailliage d'Oberstein (en allemand : Amtsgerichte Oberstein);
- environ un quart de l'ancien Palatinat de Deux-Ponts (en allemand : Pfalz-Zweibrücken), à savoir : l'ensemble des mairies d'Achtelsbach et de Nohfelden ainsi que de petites parties des mairies de Birkenfeld et de Neunkirchen ;
- environ un dixième de l'ancien comté de Limburg-Styrum, à savoir : la majeure partie de la mairie d'Oberstein ;
- environ un vingtième du comté de Salm-Kyrburg, à savoir : une partie de la mairie de Fischbach ;
- environ un vingtième de la principauté de Öttingen-Wallerstein, à savoir : la commune d'Eiweiler dans la mairie de Neunkirchen ;
- environ un vingtième de l'ancien électorat de Trèves (en allemand : Kurfürstentum Trier ou ), à savoir : le domaine d'Imsbach ainsi que des parties des mairies de Herrstein et de Neunkichen.

## Subdivisions
La principauté de Birkenfeld était divisée en trois bailliages :
- Le bailliage de Birkenfeld (en allemand : Amt Birkenfeld) ;
- Le bailliage de Nohfelden (en allemand : Amt Nohfelden) ;
- Le bailliage d'Oberstein (en allemand : Amt Oberstein).

Chaque bailliage était subdivisé en mairies (en allemand : Bürgermeisterei) comprenant plusieurs communes.

### Bailliage de Birkenfeld
Le bailliage de Birkenfeld (en allemand : Amt Birkenfeld) comprenait les maries et communes suivantes :
| Bürgermeisterei Birkenfeld - Abentheuer - Birkenfeld - Bleiderdingen - Brücken - Buhlenberg - Dienstweiler - Eborn - Elchweiler - Ellenberg - Feckweiler - Gollenberg - Hoppstädten - Nohen - Rimsberg - Staffelhof - Staffelmühle - Schmißberg - Weiersbach | Bürgermeisterei Leisel - Böschweiler - Hambach - Hattgenstein - Heupweiler - Leisel - Rinzenberg - Siesbach - Schwollen - Wilzenberg | Bürgermeisterei Niederbrombach - Burbach - Hußweiler - Kronweiler - Niederbrombach - Nockenthal - Oberbrombach - Rötsweiler - Sonnenberg - Winnenberg |

### Bailliage de Nohfelden
Le bailliage de Nohfelden (en allemand : Amt Nohfelden) comprenait les mairies et communes suivantes :
| Bürgermeisterei Achtelsbach - Achtelsbach - Dambach - Eckelhausen - Eisen - Ellweiler - Meckenbach - Neuhof - Traunen | Bürgermeisterei Neunkirchen - Bosen - Eiweiler - Gonnesweiler - Imsbach - Neunkirchen - Schwarzenbach - Selbach - Sötern - Walhausen - Wolfersweiler | Bürgermeisterei Nohfelden - Asweiler - Deckenhardt - Eitzweiler - Gimbweiler - Hirstein - Holzhauserhof - Mosberg-Richweiler - Nohfelden - Steinberg |

### Bailliage d'Oberstein
Le bailliage d'Oberstein (en allemand :  Amt Oberstein) comprenait les mairies et communes suivantes :
| Bürgermeisterei Fischbach - Bergen - Berschweiler - Fischbach - Gerach - Göttschied - Griebelschied - Hintertiefenbach - Regulshausen - Sulzbach - (Georg-)Weierbach | Bürgermeisterei Herrstein - Breitenthal - Bundenbach - Herborn - Herrstein - Kirschweiler - Mörschied - Niederhosenbach - Niederwörresbach - Obertiefenbach - Oberwörresbach - Oberhosenbach - Sonnschied - Veitsrodt - Weiden - Wickenrodt | Bürgermeisterei Oberstein - Algenrodt - Enzweiler - Hettenrodt - Hettstein - Idar - Mackenrodt - Oberstein - Vollmersbach |

## Présidents du gouvernement
- 1817–1831 Ludwig Conrad Leopold Wibel (de)
- 1831–1848 Laurenz Hannibal Fischer (de)
- 1853–1881 Alexander von Finckh (de)
- 1881–1901 August Barnstedt (de)
- 1901–1909 Georg Adolf Moritz Ahlhorn (de)
- 1909–1917 Friedrich Willich (de)
- 1917–1918 Hermann Pralle (de)
- 1919 Konrad Hartong (de)
- 1919–1923 Walther Dörr (de)
- 1923–1924 Karl Nieten (de)
- 1924–1932 Walther Dörr
- 1932–1937 Herbert Wild (de)

## Suppression
Après la Grande Guerre, la principauté de Birkenfeld devint frontalière avec le territoire du bassin de la Sarre créé par la section IV du traité de Versailles du 28 juin 1919.
L'article 2 de la loi sur le Grand-Hambourg du 26 janvier 1937 (en allemand : Gesetz über Groß-Hamburg und andere Gebietsbereinigungen, vom 26. Januar 1937), incorpora, à compter du 1er avril 1937, le pays de Birkenfeld au Land de Prusse.
Le règlement d'application du 15 février 1937 (en allemand : Erste Durchführungsverordnung zum Gesetz über Groß-Hamburg und andere Gebietsbereinigungen, vom 15. Februar 1937) lui incorpora le cercle de Saint-Wendel-Baumholder (en allemand : Landkreis St. Wendel-Baumholder (Rest)) et le rattacha au district de Coblence (en allemand : Regierungsbezirk Koblenz).
Après la Seconde Guerre mondiale, le cercle de Birkenfeld fit partie de la zone d'occupation française en Allemagne.
Sa partie méridionale fut incorporée à la Sarre.
Sa partie septentrionale fait aujourd'hui partie du Land de Rhénanie-Palatinat.